# Бурури
Бурури (рунди Bururi) — город на юго-западе Бурунди, административный центр одноимённой провинции.

## Географическое положение
Город находится в центральной части провинции, к востоку от озера Танганьика, на высоте 1836 метров над уровнем моря.
Бурури расположен на расстоянии приблизительно 62 километров к юго-юго-востоку (SSE) от Бужумбуры, крупнейшего города страны. К западу от города расположен лесной природный резерват Бурури.

## Население
По данным 2008 года численность населения Бурури составляла 4478 человек.

## Транспорт
Ближайший аэропорт расположен в городе Гитега.